# 사샤 칼라이지치
사샤 칼라이지치(세르비아어: Саша Калајџић / Saša Kalajdžić, 1997년 7월 7일 ~ )는 오스트리아의 축구 선수로, 현재 독일 분데스리가의 아인트라흐트 프랑크푸르트에서 뛰고 있다. 포지션은 스트라이커이다.